# Roze peper
Roze peper (Schinus terebinthifolius) is een koraal-rode, 4-5 mm grote bes die groeit aan een in Midden- en Zuid-Amerika voorkomende struik of kleine boom. Roze peper is geen echte peper, maar behoort tot de Pruikenboomfamilie (Anacardiaceae). In Florida is de roze peper verwilderd, nadat deze in 1840 als sierheester werd geïmporteerd. Vooral de Everglades dreigen overwoekerd te worden. De heester is vorstgevoelig en heeft een minimumtemperatuur van ten minste 5 °C nodig om te kunnen groeien.
De bessen worden soms geplukt terwijl ze nog groen zijn, maar ook als ze roze/rood gekleurd zijn. Ze smaken verfijnd aromatisch en zijn zeer decoratief.
De struik wordt tot 9 m hoog en heeft een ronde kroon met groen-bronskleurige, 10-22 cm lange, oneven geveerde bladeren met vijf tot vijftien blaadjes. De 3-6 cm lange blaadjes zijn lancetvormig tot elliptisch met een fijngetande bladrand en gele nerven. De bladsteel is gewoonlijk iets gevleugeld. De bladeren verspreiden bij het stukwrijven of breken een peperachtige geur. Roze peper is tweehuizig. Er zijn struiken met alleen vrouwelijke bloemen en struiken met alleen mannelijke bloemen. Alleen de struiken met de vrouwelijke bloemen dragen vruchten. De geelwitte bloemen zijn gerangschikt in een pluim. De vrucht is een aanvankelijk groene bes, die bij het rijper worden roze/rood kleurt.
Er zijn twee variëteiten:
- Schinus terebinthifolius var. acutifolius. Bladeren tot 22 cm lang met zeven tot vijftien blaadjes en roze bessen.
- Schinus terebinthifolius var. terebinthifolius. Bladeren tot 17 cm lang met vijf tot dertien blaadjes en rode bessen.

## Gebruik
In Nederland worden de gedroogde bessen gemengd met witte, groene en zwarte peperkorrels verkocht als vierseizoenenpeper.

### Inhoudsstoffen
Roze peper bevat 3,3-5,2 % etherische olie, die voornamelijk bestaat uit de monoterpenen α- en β-phellandreen, limoneen, p-cymeen, silvestreen, myrceen, α-pineen, trans-terpin, perillaaldehyde, 3-careen en carvacrol. Daarnaast bevat de bes 0,03 % (in Réunion) en 0,05 % (in Florida) cardanol. Enige tijd na het eten kan slijmhuidontsteking optreden. Huidtesten met cardanol gaven een sterke huidirriterende werking gedurende een lange tijd. Ondanks dat volgens Schwenke & Skopp bij gebruik als specerij geen irritatie optreedt moet de plant toch als giftig beschouwd worden.

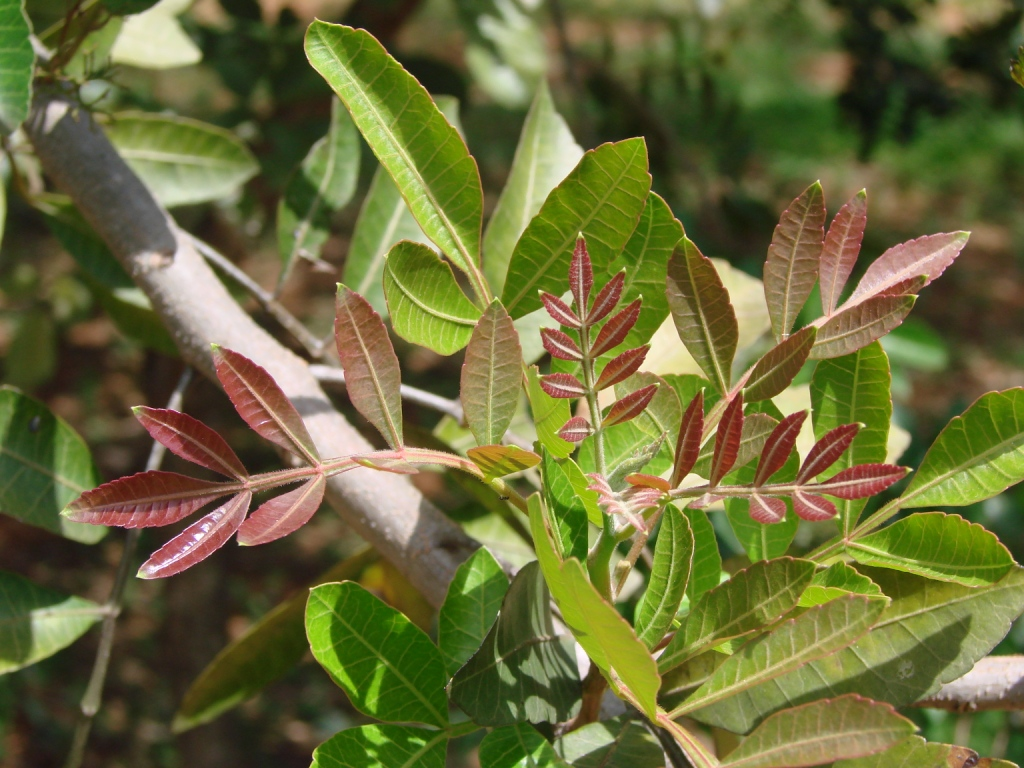
Bladeren
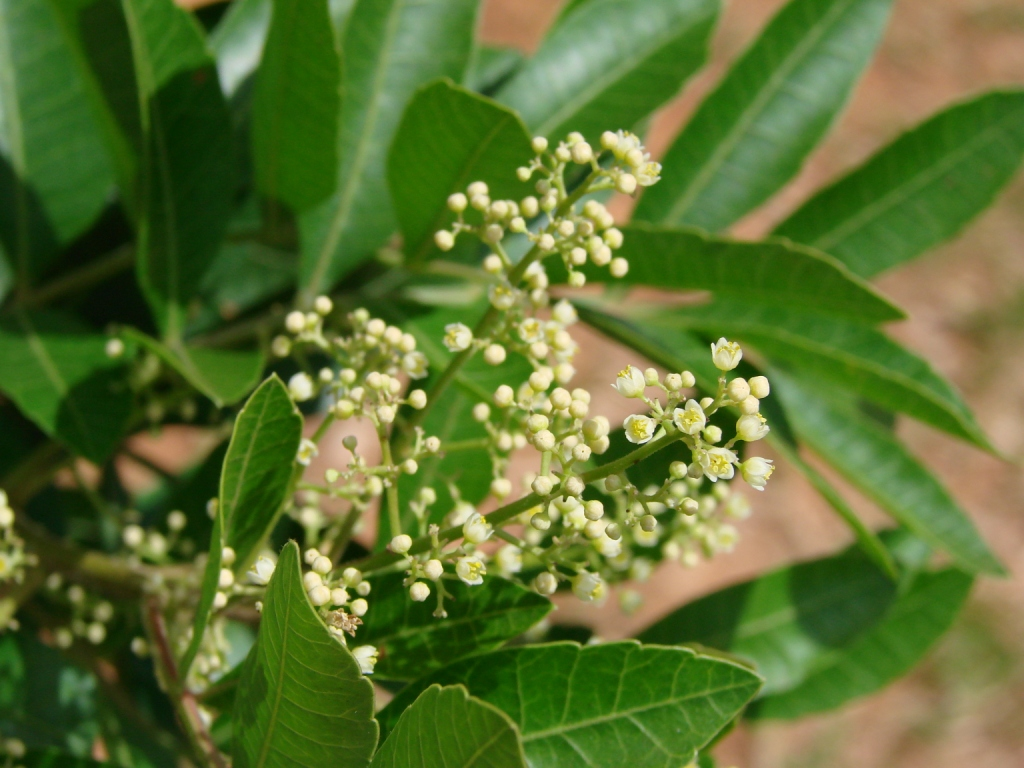
Bloemen
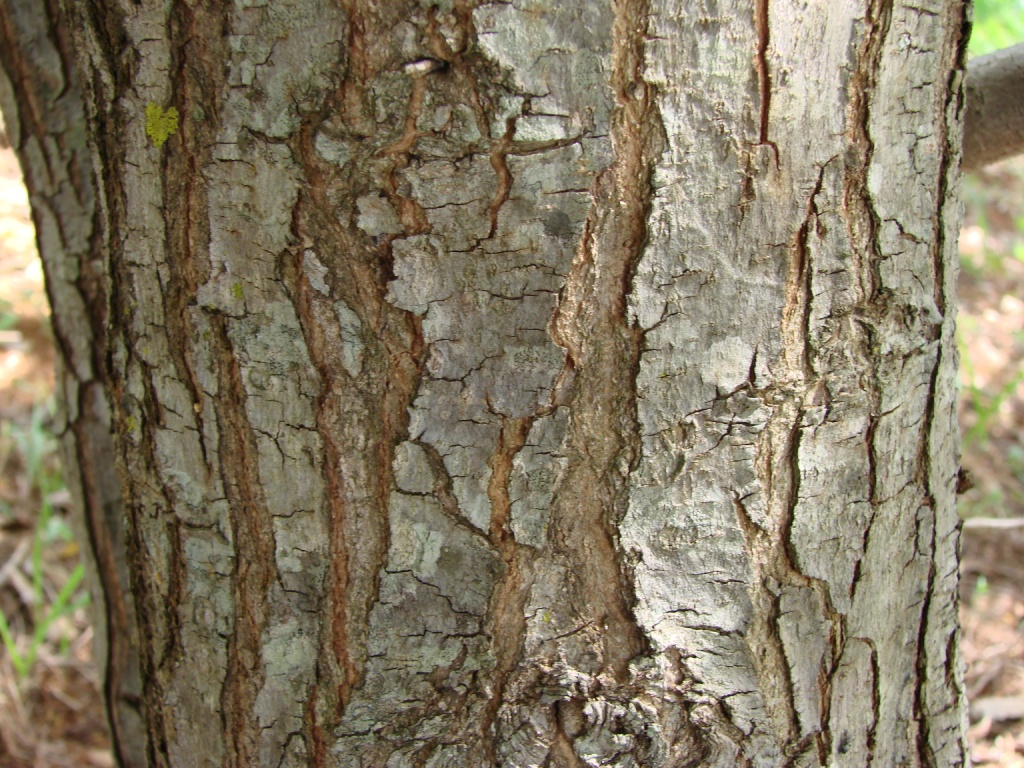
Stam
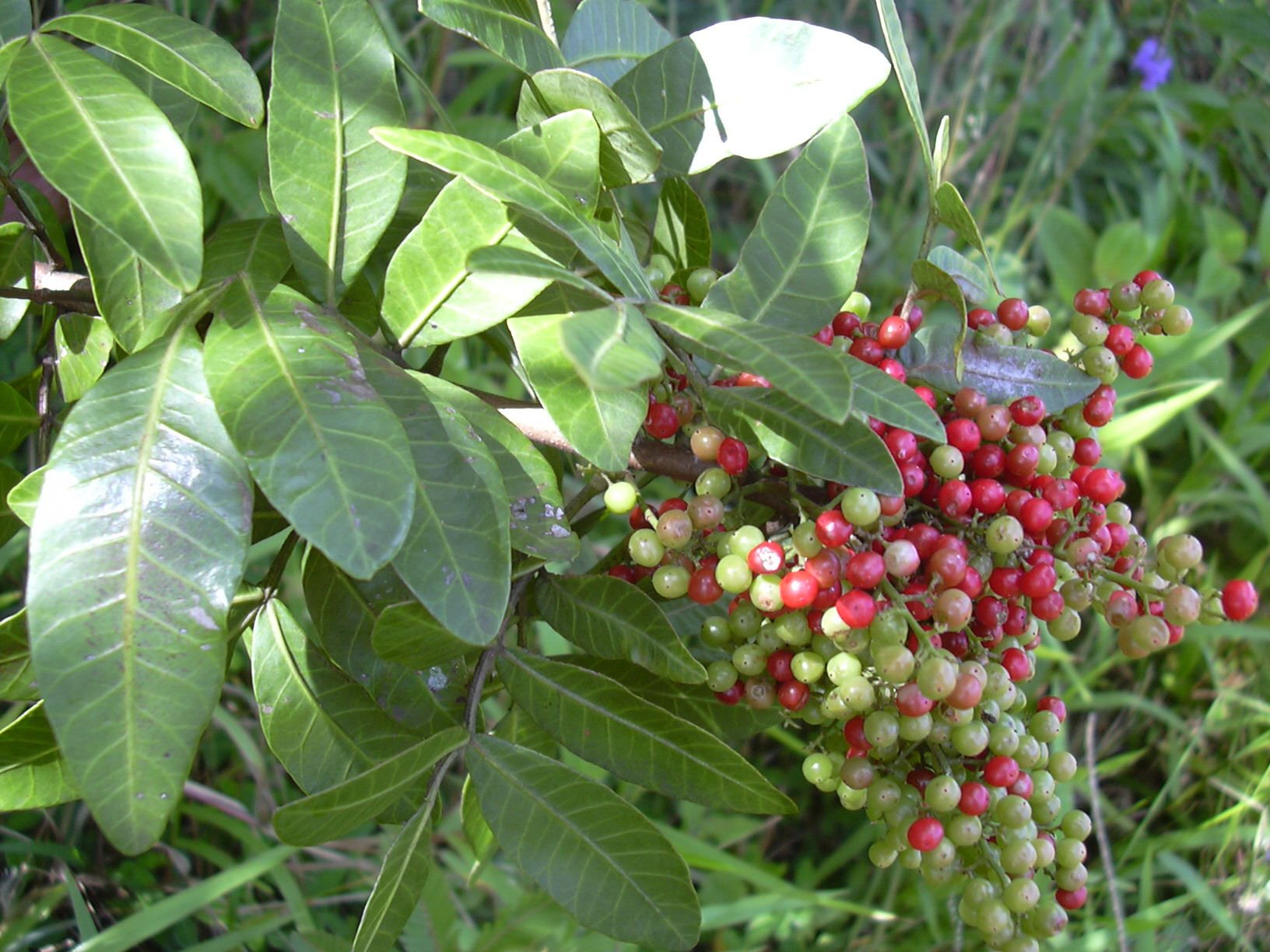
Bessen aan de boom
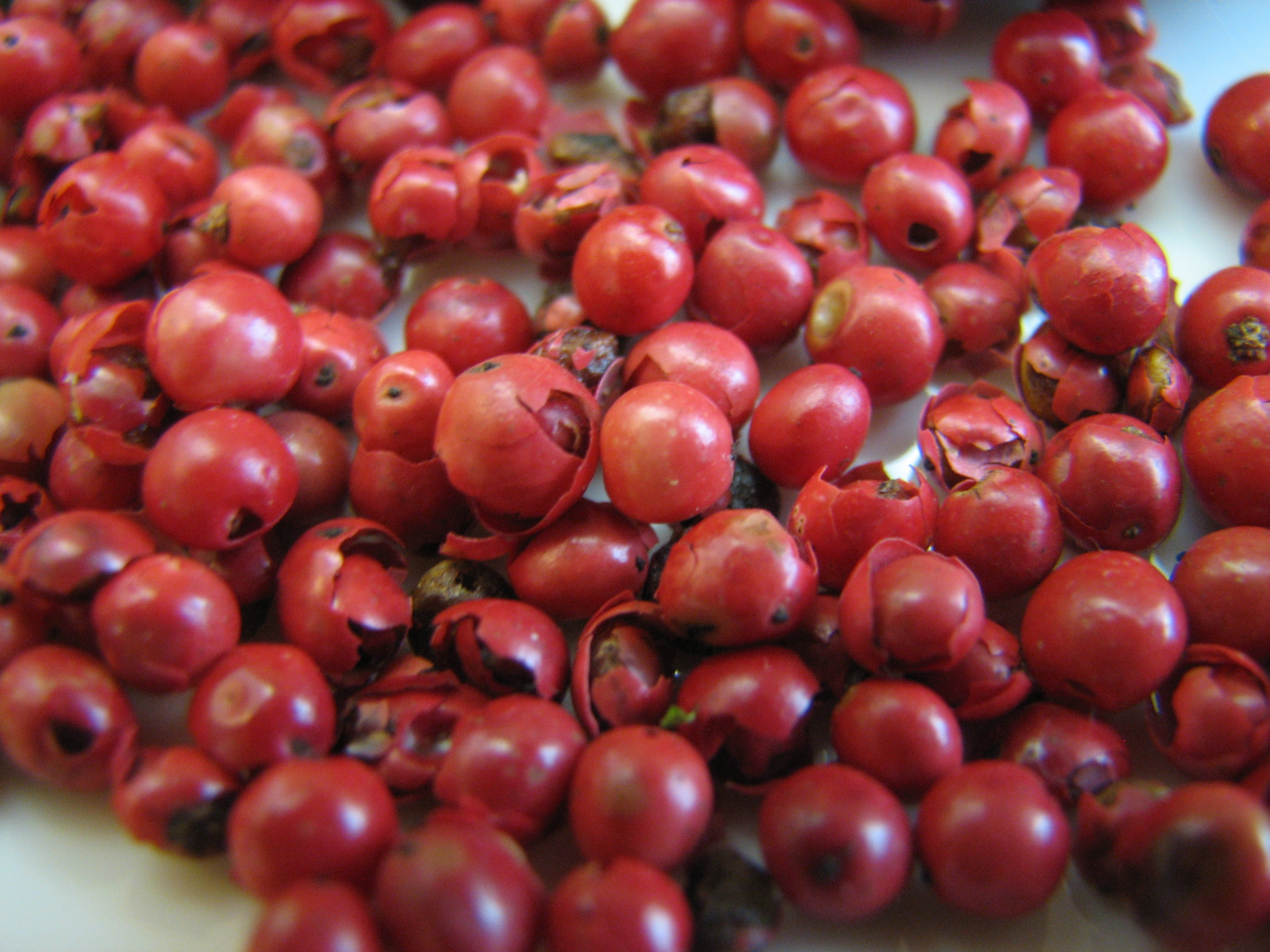
Bessen
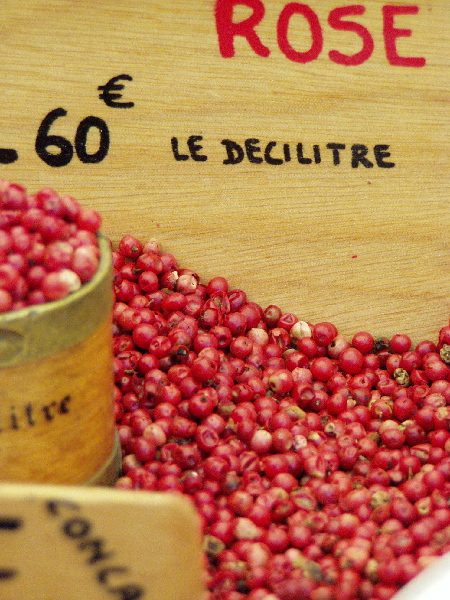
Bessen in de verkoop